# Rozpacz płynie rzeką poprzez świat
Rozpacz płynie rzeką poprzez świat – singel Kazika Staszewskiego promujący album „Piosenki Toma Waitsa”. Singel został wydany pierwszego marca 2004 roku przez wytwórnię Luna Music.

## Lista utworów
1. Rozpacz płynie rzeką poprzez świat - wersja „radiowa”
2. Rozpacz płynie rzeką poprzez świat - wersja „japońska”
3. Czekając na wczoraj - wersja z intro
4. Underground - wersja z himeryczną sekcją dętą
5. Bóg wyjechał w interesach - wersja z hamondem
6. Telefon z Istambułu - wersja barowa
7. Celina
8. Rozpacz płynie rzeką poprzez świat - teledysk
9. Bourbon mnie wypełnia - teledysk

## Twórcy
słowa i muzyka: Tom Waits / Kathleen Brennan
tłumaczenie: Roman Kołakowski
"Celina"
słowa i muzyka: Stanisław Staszewski